# Soulcalibur V
Soulcalibur V (ソウルキャリバーV SōruKyaribā Faibu?) es la séptima entrega de la saga de lucha Soulcalibur de Namco. Se lanzó al mercado el 3 de febrero de 2012 para PlayStation 3 y Xbox 360. El juego se sitúa 17 años después de los eventos de Soulcalibur IV. 
El personaje principal es Patroklos, hijo de la veterana en la saga Soul, Sophitia. Se desarrolla bajo el ambiente de la guerra donde Patroklos decide buscar a su hermana Pyrrha: es ahí cuando se encuentra con el viejo portador de la espada Soul Calibur. Después de esto la trama cambia en torno a los dos hermanos que fueron separados por el destino.

## Desarrollo
Soul Calibur V fue un Proyecto Muy Ambicioso ante este juego a medio terminar en un 25% de lo que iba a ser y esta entrega por poco acaba con esta saga ante esto supuso un parón de 6 años ente esta y su sucesor Soul Calibur VI disponible en PlayStation 4 Xbox One y PC
El juego fue presentado oficialmente en la conferencia "Level Up" de Namco Bandai en Dubái

## Personajes
- Siegfried Schtauffen, antiguo protagonista de la saga, lucha usando una espada zweihänder;
- Nightmare, antagonista de la serie con un nuevo cuerpo;
- Mitsurugi, experto samurái que maneja una katana;
- Ivy, una alquimista que usa una espada-látigo, quien no ha envejecido desde el juego anterior;
- Hildegard "Hilde" von Krone, la princesa del reino ficticio de Wolfkrone. Hizo su debut en Soulcalibur IV. Usa una lanza y una espada corta;
- Tira, sirviente de Soul Edge que usa una espada en forma de aro. Por Soul Edge, su mente sufre bipolaridad;
- Maxi, un pirata que usa Nunchaku. Desde la muerte de su tripulación, juró vengarse;
- Voldo, un sirviente mudo y ciego. Servía a su amo Vercci, un comerciante muy rico. Usa dos katars idénticas, una en cada mano;
- Raphael Sorel es un esgrimista noble francés que utiliza una espada ropera con gran efecto. Está en un viaje para encontrar a su hija adoptiva, Amy Sorel;
- Geo Dampierre, estafador con cuchillos ocultos, regresa como un personaje extra para la pre-orden y la edición de coleccionista;
- Cervantes de León, pirata español nacido en el antiguo reino de Valencia. Antiguo antagonista principal de la serie, al estar bajo un hechizo de Soul Edge debía vivir como espectro, pero hace 12 años consiguió romper el hechizo y conseguir un nuevo cuerpo. Usa una espada normal y una espada pistola;
- Aeon Calcos, anteriormente "Lizardman", Aeon es una criatura hombre-lagarto. Acudió a un oráculo el cual le dio una nueva forma: ahora tiene alas y blande dos hachas;
- Kilik, quien fue aprendiz de Edge Master. No tiene estilo propio, sólo copia los estilos de los personajes masculinos del juego, tratando de alcanzar el estilo de su maestro. La forma de desbloquearlo es jugando al modo Almas Legendarias o arcade en cualquier dificultad y ganándole;
- Algol, antagonista de la serie. Para desbloquearlo hay que jugar en Almas Legendarias o arcade hasta que te toque luchar con él en el último combate y ganarle;
- Edge Master es un maestro que utiliza cualquier tipo de arma que esté en Soul Calibur con el estilo maestro. Por ejemplo: espada "maestra", hacha de "maestro" (con diferente diseño al original), etc.

### Personajes nuevos
- Patroklos Alexander, hijo de Sophitia, el cual usa una espada corta y un escudo como su madre;[2]
- Pyrrha Alexandra, hermana de Patroklos e hija de Sophitia, la cual también usa una espada corta y un escudo;[2]
- Natsu, kunoichi discípula de Taki que usa dos ninjatō;
- Yoshimitsu es el sucesor del antiguo Yoshimitsu, llamándose a sí mismo "Yoshimitsu 2º". Miembro del clan de los Manji, usa una katana como arma y lleva siempre consigo una bandera en su espalda;
- Z.W.E.I., un hombre que blande una espada de tres empuñaduras e invoca a una criatura con aspecto de hombre lobo;
- Yan Leixia, hija de Xianghua. Es una joven de 15 años quien usa el arma de su madre y posee el mismo estilo de pelea;
- Astaroth es el "hermano menor" del Astaroth original, el cual fue creado por el hechicero griego y líder del culto Fygul Cestemus, Kunpaetku. Se confirmó que en Soulcalibur V este Astaroth no es el mismo que el original, sino otro más poderoso y mortal. Utiliza un hacha gigante como arma;
- Viola, una joven elegante que trabaja con Z.W.E.I. Sufre de amnesia y no recuerda su pasado. Como arma utiliza una esfera mágica flotante, así como largos anillos de armadura, parecidos a la garra de cuatro dedos de su mano derecha. La franquicia confirmó que Viola es el alter ego de Amy en Soul Calibur VI.
- Xiba, un chico de cabello colorado de 16 años de edad, entrenado en las montañas. Viaja junto a Maxi, Natsu, y Leixia. Usa un bō, una vara de lucha, con un estilo similar al de Kilik;
- Elysium, este nuevo personaje se asemeja físicamente a la veterana Sophitia. En realidad, es la forma física y humana que adquiere Soul Calibur a los ojos de Patroklos. No tiene un estilo de lucha definido sino que usa los estilos de los personajes femeninos. Se desbloquea completando el modo historia;
- α Patroklos es la versión de Patroklos con el poder de Soul Calibur. El estilo de lucha es similar al de la veterana Setsuka. Se desbloquea completando el modo historia;
- Pyrrha Ω es la versión de Pyrrha con el poder de Soul Edge. Su estilo de lucha es una mezcla de los estilos de Sophitia y Cassandra. Se desbloquea completando el modo historia.

### Personajes invitados
- Ezio Auditore, de la franquicia de videojuegos Assassin's Creed 2, Assassin's Creed: Brotherhood y Assassin's Creed: Revelations. Aparece con la apariencia de "Assassin's Creed: Brotherhood";
- Soul of Devil Jin. No es un personaje, sino un estilo de lucha para elegir en el modo Creación. Este estilo está basado en el personaje de la saga Tekken Devil Jin. Se desbloquea llegando al nivel 5, el segundo DLC de la tienda de Cerpheus llamado "Trajes de Tekken 1" permite crear al personaje Devil Jin en el modo Creación.

## Recepción
La recepción crítica de Soulcalibur V fue generalmente positiva con puntajes promedio de Metacritic de 77 (Xbox 360) y 81 (PS3). José Otero de 1UP.com criticó el modo historia, pero fue positivo en general en su revisión, afirmando que el juego "reinventa la serie nuevamente". PSM3 dijo que era "Más rápido y más agresivo, SCV es lo que necesitaba la serie. Los fanáticos a largo plazo pueden lamentar los cambios, pero este es el punto de partida perfecto para los recién llegados". Adam Biessener de Game Informer lo llamó "el mejor Soulcalibur de todos los tiempos". Por otro lado, Steven Lambrechts de IGN escribió que Soulcalibur V "parece más de lo mismo" y el juego lo decepcionó, especialmente criticando su modo historia. Jordan Mallory of Joystiq afirma que Soulcalibur V, "es al mismo tiempo, uno de los mejores juegos de Soul Calibur que se haya hecho, así como el peor juego de Soul Calibur que se haya hecho". Además del modo historia, a muchos no les gustaba la ausencia de personajes incondicionales de la serie como Sophitia, Talim, Casandra, Xianghua, Taki y Seong Mi-na.
GamesMaster dijo que Soulcalibur V era "un luchador magnífico y jugable que ofrece una alternativa fuerte a Street Fighter y Tekken". Destructoid dijo que "hace tanto bien como lo hace mal cuando se trata de entregar el paquete de juego de lucha perfecto. Mientras que la porción de un solo jugador está plagada de la ausencia de modos que hicieron que la serie sea lo que es hoy, su aspecto más importante - una mecánica de juego equilibrada - supera con creces mis expectativas".
Game Revolution dijo: "Incluso si no te gustan los juegos de pelea, la profundidad y variedad en Create a Soul es un juego en sí mismo", con G4 añadiendo: "Los fanáticos casuales quedarán maravillados por la belleza y el pulimento del juego. Los entusiastas de los juegos de lucha hardcore apreciarán los ajustes realizados en el motor de lucha. Los jugadores que busquen lo mejor de su inversión podrían sentirse decepcionados con la escasa selección de modos de juego, pero deberían considerar el modo de creación de personajes para mantenerlos ocupados". Play lo resumió como "es equilibrado, es brutal, es hermoso, es brillante. Está muy bien con los títulos multijugador esenciales para PS3".
Soulcalibur V llegó al número 4 en las listas de ventas de PS3 del Reino Unido, y el número 3 en la Xbox. En ocho meses, el juego había vendido 1,38 millones de unidades en todo el mundo, algo menos que los 2,3 millones de copias de Soulcalibur IV que se vendieron durante sus primeros ocho meses.